# Batalla del Maguey
La batalla del Maguey fue una acción militar de la guerra de Independencia de México, efectuada el 2 de mayo de 1811, en la localidad de El Maguey, en el estado de Aguascalientes. Los insurgentes comandados por Ignacio López Rayón fueron derrotados en combate por las fuerzas realistas del Gral. Miguel Emparan. 
A la salida de Rayón el brigadier Miguel Emparan con 3000 hombres, llevando como segundos a los coroneles García Conde y conde de Casa Rul, quienes lo alcanzáron la madrugada del 3 de mayo en las inmediaciones del rancho del Maguey. 
Rayón envió a su infantería, equipajes, y caudales al pueblo de La Piedad. Rayón permaneció en su posición con 14 cañones de artillería y un piquete de caballería para detener el avance enemigo y dar tiempo a la retirada de los caudales e infantería. Emparan rompió fuego, recibiendo respuesta paulatinamente, siendo Rayón primero en formación de batalla; luego cambió en semicírculo, y finalmente en martillo, debido a las formaciones del enemigo. 
Rayón aprovechando el humo y tierras en el aire, escapó de la acción. Emparan continuó su ataque, y luego se apoderó de los cañones abandonados.